# Bruno Piñatares
Bruno Piñatares Prieto (ur. 25 czerwca 1990 w Montevideo) – urugwajski piłkarz występujący na pozycji defensywnego pomocnika, od 2020 roku zawodnik ekwadorskiej Barcelony SC.